# 西雅图摩天轮
西雅图摩天轮（英語：Seattle Great Wheel）是位于美国华盛顿州西雅图57号码头的摩天轮，高175英尺（53.3米），在其建立时是美国西海岸最高的摩天轮。

## 开放
西雅图摩天轮于2012年6月28日下午2时30分（太平洋夏令时间）向公众开放，包括美国海岸警卫队的护旗队、华盛顿大学的啦啦队等参加了开放典礼。时任西雅图市长迈克尔·迈克金发表了讲话。大约200人参加了摩天轮的首次运行。

## 设计
西雅图是北美第三个建有摩天轮的城市，另外两个摩天轮是加拿大的尼亚加拉摩天轮，与西雅图的摩天轮高度相同；以及美国南卡罗莱纳州的默特尔比奇摩天轮，高187英尺（57米）。西雅图摩天轮是这三个摩天轮当中唯一一个建在水上的。
西雅图摩天轮有42个座舱，其中41个座舱每个最多搭乘8人，贵宾座舱最多搭乘4人，整个摩天轮最多同时搭乘332人。贵宾座舱用红色皮椅和玻璃地板装潢。摩天轮每次运行12分钟，转动三圈，最远到达伊利亚特湾外40英尺（12.2米）处。